# Prince Edward Air
Prince Edward Air Ltd. (mã ICAO = CME) là hãng hàng không của Canada, trụ sở ở Charlottetown, Prince Edward Island. Hãng có căn cứ chính ở Sân bay Charlottetown.

## Lịch sử
Prince Edward Air được thành lập và bắt đầu hoạt động từ năm 1990 với các dịch vụ cứu thương, chở thư tín, chở khách thuê bao bằng 1 máy bay thuê và 1 phi công duy nhất - Robert Bateman - hiện là chủ tịch. Ngày nay hãng có 14 máy bay và 90 nhân viên và có các chuyến bay thuê bao, vận chuyển hàng hóa, cứu thương trong khu vực.
Ngày 1.5.2008 Cargojet Airways mua 51% cổ phần của Prince Edward Air.

## Đội máy bay
(Tháng 11/2006):
- 1 Saab 340
- 3 Beech 99
- 1 Raytheon Beech 1900C Airliner [2]
- 1 Cessna 172
- 1 King Air 200
- 7 Piper Navajo Chieftain